# کلیسای کاتولیک‌ها (مسجدسلیمان)
کلیسای کاتولیک‌ها (مسجدسلیمان) یا(کلیسای قدیمی) مربوط به دوره پهلوی است و در مسجدسلیمان، در محله بازار چشمه علی، فلکه باشگاه مرکزی، کوچه بن بست اسفند واقع شده است.این کلیسا متعلق به خارجی های مسجدسلیمان بوده است.